# Full Moon (singolo Brandy)
Full Moon è un singolo della cantante statunitense Brandy, pubblicato nel 2002 ed estratto dall'album omonimo.
Il brano è stato scritto e prodotto da Mike City.

## Video musicale
Il videoclip della canzone è stato diretto da Chris Robinson e girato a Los Angeles.

## Tracce
CD (UK)
1. Full Moon (Radio Mix) – 3:35
2. Full Moon (Album Version) – 3:37
3. Full Moon (Full Intention Club Mix) – 6:56
4. Full Moon (Enhanced Video)

CD (USA)
1. Full Moon (Radio Mix)
2. Full Moon (Album Version)
3. Full Moon (Full Intention Club Mix)
4. Full Moon (Video)